# 우편 기호
우편 기호(郵便記號, postal code symbol)는 ㉾로 표시하며, 우편번호를 가리키는 기호이다. 

## 같이 보기
- 우편번호